# Abierto Mexicano Telcel 2014
Die Abierto Mexicano Telcel 2014 waren ein Tennisturnier der WTA Tour 2014 für Damen und ein Tennisturnier der ATP World Tour 2014 für Herren in Acapulco und fand zeitgleich vom 23. Februar bis zum 2. März 2014 statt.
Titelverteidiger im Einzel waren Rafael Nadal bei den Herren sowie Sara Errani bei den Damen.
Im Herrendoppel waren die Paarung Łukasz Kubot und David Marrero, im Damendoppel die Paarung Lourdes Domínguez Lino und Arantxa Parra Santonja die Titelverteidiger.

## Herrenturnier
→ Qualifikation: Abierto Mexicano Telcel 2014/Herren/Qualifikation

## Damenturnier
→ Qualifikation: Abierto Mexicano Telcel 2014/Damen/Qualifikation